# 贝塞里尔德坎波斯
贝塞里尔德坎波斯，是西班牙卡斯蒂利亚-莱昂帕伦西亚省的一个市镇。 总面积79平方公里，总人口1056人（2001年），人口密度13人/平方公里。